# AEW All Out
All Out es un evento anual de pago-por-evento de lucha libre profesional producido por la empresa estadounidense All Elite Wrestling desde 2019. El evento inaugural de All Out tuvo lugar el 31 de agosto de 2019 en el Sears Center Arena en Hoffman Estates, Illinois. Fue una secuela de All In y se llevó a cabo el día antes del primer aniversario de All In, un evento que fue un catalizador para la formación de AEW.

## Fechas y lugares de All Out
| Evento       | Fecha                    | Lugar                     | Estadio            | Asistencia | Evento principal                          |       |
| ------------ | ------------------------ | ------------------------- | ------------------ | ---------- | ----------------------------------------- | ----- |
| All Out 2019 | 25 de mayo de 2019       | Hoffman Estates, Illinois | Sears Centre Arena | 10.500     | Chris Jericho vs. "Hangman" Adam Page     | [ 5 ] |
| All Out 2020 | 5 de septiembre de 2020  | Jacksonville, Florida     | Daily's Place      | 750        | Jon Moxley vs. MJF                        |       |
| All Out 2021 | 5 de septiembre de 2021  | Hoffman Estates, Illinois | Now Arena          | 10.126     | Kenny Omega vs. Christian Cage            |       |
| All Out 2022 | 4 de septiembre de 2022  | Hoffman Estates, Illinois | Now Arena          | 10.014     | CM Punk vs. Jon Moxley                    |       |
| All Out 2023 | 3 de septiembre de 2023  | Chicago, Illinois         | United Center      | 9.826      | Orange Cassidy vs Jon Moxley              |       |
| All Out 2024 | 7 de septiembre de 2024  | Hoffman Estates, Illinois | Now Arena          | 8.660      | "Hangman" Adam Page vs. Swerve Strickland |       |
| All Out 2025 | 20 de septiembre de 2025 | Toronto, Ontario, Canadá  | Scotiabank Arena   |            |                                           |       |

## Estadísticas
- All Out es el evento que albergó más veces el Casino Battle Royale, con cuatro versiones consecutivas, dos femeninas y dos masculina.
- El Campeonato Mundial de AEW es el título que más veces se disputó dentro de All Out como parte del main event, con 4 veces consecutivas. A la vez, dicho título fue inaugurado en tal evento.